# Jack W. Szostak
Jack William Szostak (* 9. listopadu 1952, Londýn) je kanadsko-americký biolog polsko-britského původu, nositel Nobelovy ceny, univerzitní profesor na Chicagské univerzitě, bývalý profesor genetiky na lékařské fakultě Harvardovy univerzity a výzkumník v Massachusettské všeobecné nemocnici v Bostonu.
Szostak významně přispěl k rozvoji oboru genetiky. Výsledky jeho výzkumu pomohly vědcům zmapovat umístění genů u savců a vyvinout techniky genové manipulace a mají zásadní význam i pro projekt lidského genomu. V roce 2009 mu byla spolu s Elizabeth Blackburn a Carol Greider udělena Nobelova cena za fyziologii a lékařství za objev funkce telomer (specializovaných  úseků DNA na koncích chromozomů), které hrají zásadní roli při určování délky života buněk.

## Mládí a studia
Szostak se narodil v Londýně, ale vyrůstal hlavně v Montrealu a Ottawě. Otec byl leteckým inženýrem a rodina se často stěhovala. Ačkoli Szostak sám nemluví polsky, uvádí, že si pamatuje své polské kořeny. Navštěvoval Riverdale High School na předměstí Montrealu a v 15 letech odmaturoval s cenou pro stipendisty. V 19 letech získal bakalářský titul v oboru buněčné biologie na McGillově univerzitě v Montrealu a v roce 1977 doktorát z biochemie na Cornellově univerzitě v Ithace.

## Vědecká kariéra
V letech 1977–1979 pracoval jako výzkumný pracovník na Cornellově univerzitě a poté získal místo odborného asistenta na oddělení biologické chemie v Sidney Farber Cancer Institute (nyní Dana-Farber Cancer Institute) na lékařské fakultě Harvardovy univerzity. Na lékařské fakultě zůstal a stal se docentem na katedře biologické chemie (1983–84), docentem na katedře genetiky (1984–87) a nakonec v roce 1988 profesorem na katedře genetiky. Působil také na oddělení molekulární biologie v Massachusettské všeobecné nemocnici. V roce 2022 přešel na Chicagskou univerzitu, kde působí jako univerzitní profesor na katedře chemie.

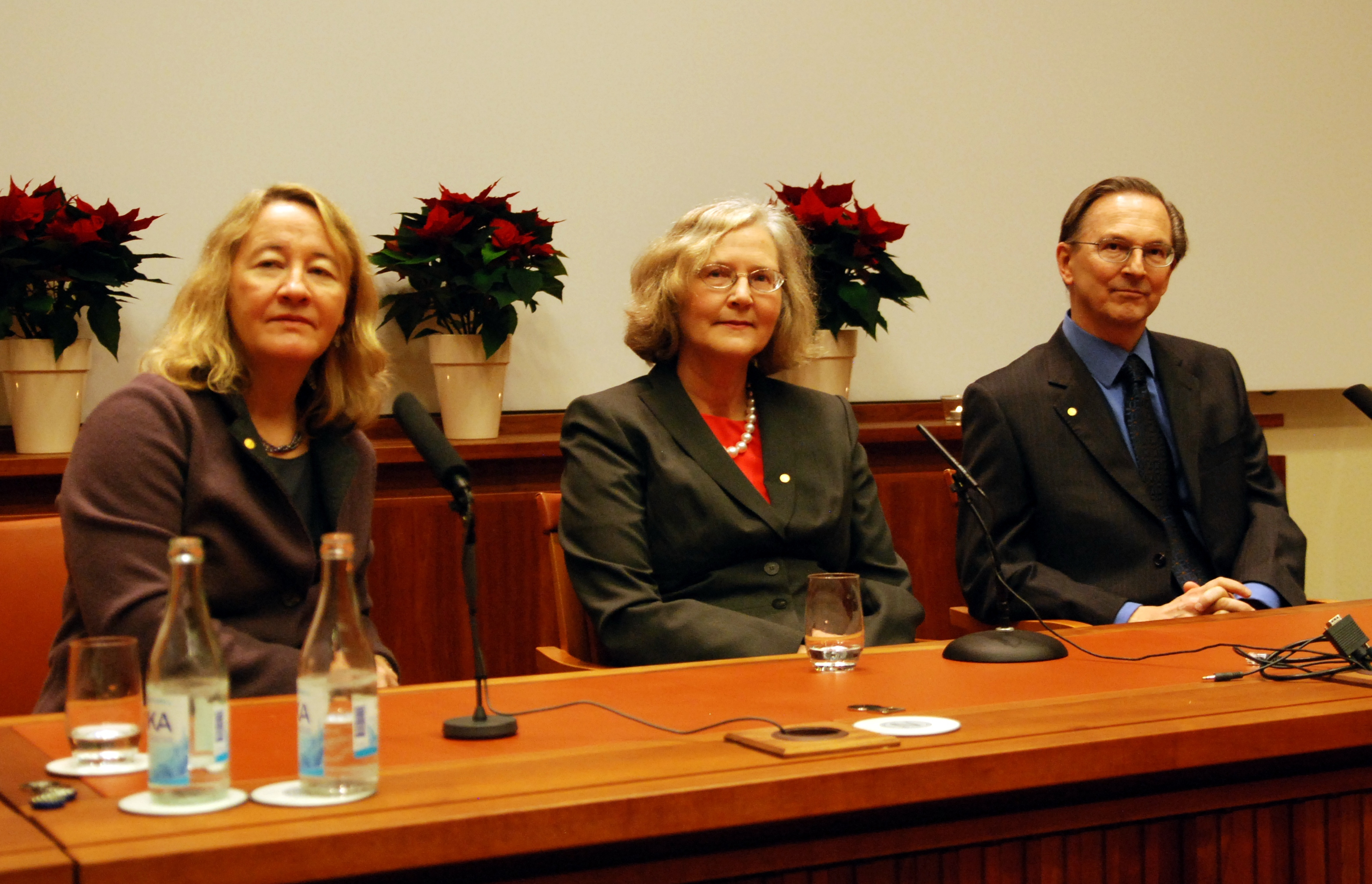
Tisková konference s laureáty Nobelovy ceny 2009: zleva Carol W. Greider, Elizabeth Blackburn a Jack W. Szostak

Szostakův raný výzkum se zabýval procesem genetické rekombinace během formy buněčného dělení zvané meióza. Během každého kola dělení buňky ztrácejí část genetického materiálu, ale neztrácejí funkční geny. Szostak předpokládal, že existuje nějaký ochranný mechanismus, který zabraňuje ztrátě životně důležité genetické informace během dělení, a zaměřil se na telomery. Poté, co Elizabeth Blackburn na základě pokusů prováděných na řasinkách a kvasinkách zjistila, že telomery mají zvláštní DNA, dokázala v roce 1982 spolu s Szostakem, že DNA telomer zabraňuje rozpadu chromozomů. V roce 1984 Blackburn a Carol Greider objevily enzym telomerázu, který vytváří DNA telomer. Szostakova pozdější práce na kvasinkách prokázala, že ztráta aktivity telomerázy vede k předčasnému stárnutí a smrti buněk, a poskytla tak primární souvislost mezi telomerami a procesem stárnutí. V roce 2009 obdržel Szostak společně s Elizabeth Blackburn a Carol Greider za studium telomerázy Nobelovu cenu za fyziologii a lékařství.
Szostak se významně podílel na rozvoji oboru genetiky. Jako první na světě vytvořil v roce 1983 umělý chromozom kvasinek, který lze použít ke klonování DNA. Tím pomohl vědcům zmapovat umístění genů u savců a vyvinout techniky manipulace s geny. Jeho úspěchy v této oblasti mají také zásadní význam pro projekt lidského genomu.
Na počátku 90. let změnila jeho laboratoř směr výzkumu a zaměřila se na studium enzymů RNA, ribozymů, které před časem objevili Cech a Altman. Vyvinul techniku in vitro vývoje RNA (nezávisle ji vyvinul také Gerald Joyce), která umožňuje nalézat RNA s požadovanými funkcemi prostřednictvím postupných cyklů selekce, amplifikace a mutace. Izoloval první aptamer a poprvé použil tento termín. Aptamery jsou krátké jednořetězcové nukleové kyseliny, které se vážou a rozpoznávají cíle podobně jako protilátky. Jednou z absolventek v Szostakově laboratoři byla Jennifer Doudna, která v roce 2020 získala Nobelovu cenu za objev komplexu RNA zvaného CRISPR, který vědcům umožňuje snadno upravovat DNA.
V posledních několika desetiletích se Szostak zaměřil na snahu pochopit původ života - konkrétně na syntézu extrémně jednoduchých umělých buněk. Říká, že jeho práce zkoumá „přechod od chemie k biologii“. Zkoumáním chemie a fyziky, které stojí za vznikem darwinovské evoluce, chce jeho laboratoř najít vysvětlení některých univerzálních vlastností moderních buněk a také toho, jak moderní buňky vznikly ze svých jednodušších předků. Podařilo se jim výzkum zúžit na dvě klíčové oblasti fungující buňky: samoreplikující se genom a samoreplikující se buněčnou membránu.

## Osobní život
Szostak má dvě mladší sestry, Carolyn Szostak a Kathy Hysen. Byl ženatý s Terri-Lynn McCormick a mají spolu dva syny.